# Clossiana andersoni
Clossiana andersoni är en fjärilsart som beskrevs av Barnes och Benjamin. Clossiana andersoni ingår i släktet Clossiana och familjen praktfjärilar. Inga underarter finns listade i Catalogue of Life.